# 龚培学
龔培學（？—？），字敏叔，號幔亭，浙江杭州府仁和縣人，清朝政治人物。

## 生平
乾隆四年（1739年）任婁縣知縣。著有《與古小齋稿》。

## 家族
兄龔培序，著有《竹梧書屋詩藁》。一女嫁長洲宋氏宋調元。